# Universitat d'estiu
Una universitat d'estiu és un conjunt d'activitats acadèmiques no reglades, en molts casos complementades amb altres de tipus lúdic o festiu, programades per ser dutes a terme conjuntament durant l'estiu; normalment totes en el mateix lloc, de manera intensiva i amb una durada d'una o dues setmanes. Com a característiques més importants podríem destacar la flexibilitat, actualitat i interès dels seus continguts; i la convivència entre totes les persones que hi participen, tan docents com discents. El concepte apareix a Espanya l'any 1932 com una derivació de la Institución Libre de Enseñanza, amb la creació de la Universidad Internacional de Verano de Santander, després denominada Universidad Internacional Menéndez Pelayo. Sovint s'estableix una coordinació amb les institucions oficials, per exemple a través de la captació del professorat, que permet que els cursos d'estiu tinguin reconeixement dins dels estudis reglats. És el cas de la Universitat Catalana d'Estiu.